# سوزان هندل
سوزان هندل (انگلیسی: Susan Hendl; ۱۸ سپتامبر ۱۹۴۷ – ۱۲ اکتبر ۲۰۲۰) رقاص، و رقصنده باله اهل ایالات متحده آمریکا بود.